# 이스 V: 잃어버린 모래도시, 케핀
《이스 V: 잃어버린 모래도시, 케핀》(イースV 失われた砂の都ケフィン)은 니혼 팔콤이 제작한 액션 롤플레잉 게임이다. 이스 시리즈의 다섯번째 작품으로, 모험가 아돌이 사막에 감춰진 고대도시 케핀에 대한 소문을 듣고 탐색에 나서는 이야기를 다뤘다.

## 역사
1995년 12월 29일 슈퍼 패미컴으로 처음 출시됐으며, 이듬해 3월 코에이가 난이도 상승, 버그 수정 및 추가지역이 포함된 《이스 V 엑스퍼트》(Ys V Expert)를 발매됐다. 2006년에는 아크 시스템 웍스가 플레이스테이션 2로 개발한 리메이크가 타이토를 통해 출시됐다.